# Igor Bugaiov
Igor Bugaiov (Tighina, 26 juni 1984) is een voetballer uit Moldavië die sinds 2012 onder contract staat bij het Kazachse FC Tobol Kostanay. De centrumspits begon zijn profloopbaan in 2002 bij FC Dinamo Bender.

## Interlandcarrière
Bugaiov speelde sinds 2007 meer dan veertig maal in het Moldavisch voetbalelftal en maakte tot dusver achtmaal een doelpunt voor zijn land.
| Interlanddoelpunten | Interlanddoelpunten | Interlanddoelpunten | Interlanddoelpunten   | Interlanddoelpunten | Interlanddoelpunten | Interlanddoelpunten |
| #                   | Datum               | Locatie             | Tegenstander          | Goal(s)             | Uitslag             | Wedstrijd           |
| ------------------- | ------------------- | ------------------- | --------------------- | ------------------- | ------------------- | ------------------- |
| 1                   | 12 september 2007   | Sarajevo, Bosnië    | Bosnië en Herzegovina | 22'                 | 0 – 1               | EK-kwalificatie     |
| 2                   | 17 oktober 2007     | Ta' Qali, Malta     | Malta                 | 24' (pen.)          | 2 – 3               | EK-kwalificatie     |
| 3                   | 17 november 2007    | Chisinau, Moldavië  | Hongarije             | 13'                 | 3 – 0               | EK-kwalificatie     |
| 4                   | 6 februari 2008     | Antalya, Turkije    | Kazachstan            | 13'                 | 1 – 0               | Vriendschappelijk   |
| 5                   | 19 november 2008    | Tallinn, Estland    | Estland               | 67'                 | 1 – 1               | Vriendschappelijk   |
| 6                   | 9 februari 2011     | Lagos, Portugal     | Andorra               | 90+4' (pen.)        | 1 – 2               | Vriendschappelijk   |
| 7                   | 3 juni 2011         | Chisinau, Moldavië  | Zweden                | 61'                 | 1 – 4               | EK-kwalificatie     |